# Abraham Izaak Kamiński
Abraham Izaak Kamiński, född 1867 i Wola, död 1918 i Łomża, var en polsk skådespelare, regissör och översättare.
År 1893 skapade han tillsammans med sin hustru, Ester Rachel Kamińska, ett judiskt teatersällskap, med vilket de turnerade i Ryssland till 1905. År 1908 var han medgrundare av Literarisze Trupe, som hade som mål att skapa teater på en hög litterär nivå. 1913 grundade han och hustrun den första fasta judiska teatern i Warszawa.
Kamiński dog på scen i Łomża och begravdes där. Parets yngsta dotter, Ida, följde i föräldrarnas fotspår och blev en framstående skådespelare och regissör.